# استیو آلفرد
استیو الفرد (انگلیسی: Steve Alford؛ زاده ۲۳ نوامبر ۱۹۶۴) بازیکن سابق و مربی بسکتبال اهل ایالات متحده آمریکا است.